# Pelòpides
Pelòpides (grec antic: Πελοπίδας)  (Tebes, segle V aC - Batalla de Cinoscèfales, 364 aC) o Pelòpidas (en llatí Pĕlŏpĭdas, en grec antic Πελοπίδας) fou un general i home d'estat tebà, fill d'Hippocle, descendent d'una família noble. Va néixer circa el 420 aC, i va morir l'any 364 aC.

## Biografia
Quan Febides va ocupar Cadmea el 382 aC va haver de fugir de Tebes i amb altres exiliats es va refugiar a Atenes, on va organitzar la conspiració que havia de retornar la democràcia a Tebes. Després de la revolució que va portar als demòcrates al poder, en el qual personalment va matar Leontiades, va ser nomenat beotarca, amb Mel·ló i Caró, i va recuperar Cadmea abans de l'arribada d'auxili espartà (379 aC). En endavant, fins a la seva mort, va exercir algun elevat càrrec cada any.
El 378 aC ell i Gòrgides, un antic beotarca, van induir a Esfòdries, governador espartà de Tèspies, a envair Àtica a fi i efecte d'involucrar a Atenes en una guerra contra els lacedemonis; durant aquell any i els dos següents va estar ocupat en les campanyes contra Esparta, període en què va obtenir diverses victòries moltes compartides amb altres caps militars, però la principal, i que solament li correspongué a ell, va ser la batalla de Tegira el 375 aC: Orcomen, hostil a Tebes, s'havia aliat a Esparta i tenia un harmost o governador, però en absència de les forces espartanes que van anar a una expedició a Lòcrida, Pelòpides va planejar ocupar la ciutat per sorpresa; amb el Batalló Sagrat i un petit cos de cavalleria es va dirigir a Orcomen però es va trobar que la guarnició absent havia estat substituïda per una altra, i es va haver de retirar; quan estava en retirada es va trobar a Tegira als espartans que tornaven de Lòcrida sota la direcció dels polemarcs Gorgoleó i Teopomp; tot i la seva inferioritat numèrica Pelòpides va lliurar batalla i va tenir un èxit complet; els dos generals espartans van morir.
El 371 aC va combatre a Leuctres amb Epaminondes. El 369 aC va ser un dels generals de la força tebana que va envair el Peloponès i va dir a Epaminondes que no volia tornar a casa fins a portar la guerra dins de la mateixa Esparta, fins i tot si sobrepassaven el terme legal del seu càrrec. Efectivament va sobrepassar el termini i a la tornada tant Epaminondes com Pelòpides van ser encausats pel partit opositor, però foren absolts.
El 368 aC els tessalis oposats a Alexandre de Feres van demanar ajut a Tebes que hi va enviar una expedició sota comandament de Pelòpides. Va ocupar Larisa i Alexandre se li va sotmetre, i poc després va fugir. Després Pelòpides va anar al Regne de Macedònia per fer de mediador entre Alexandre II de Macedònia i Ptolemeu Alorita; per assegurar el respecte de les seves decisions es va emportar trenta nois de les famílies nobles, entre els quals Filip el futur Filip II de Macedònia.
Abans d'acabar l'any va haver de tornar a Tessàlia on s'havien aixecat noves queixes contra Alexandre de Feres, però hi va anar com ambaixador i sense tropes. Llavors el partit lleialista de Macedònia, partidari del rei Alexandre II, va demanar ajut a Tebes després que el rei havia estat mort per Ptolemeu Alorita que havia usurpat el tron. Pelòpides va contractar un grup de mercenaris i va tornar a Macedònia, però segons Plutarc, Ptolemeu va subornar a aquestos mercenaris, si bé, per més seguretat pel seu govern, se li va presentar i se li va sotmetre, prometent ser lleial a Tebes, regnar com a regent, i conservar el tron per Perdicas i Filip els fills d'Alexandre II; va donar a més al seu fill Filoxen com a ostatge junt amb 50 nobles més.
Després Pelòpides va reorganitzar als seus mercenaris i va marxar contra Farsàlia on suposadament els bandits tessalis amagaven el botí i a les seves famílies. Era davant la ciutat quan es va presentar Alexandre de Feres, i Pelòpides va suposar que l'anava a felicitar per la seva conducta, i se'n va anar a trobar-lo amb un reduït seguici i sense armes; Alexandre va aprofitar el moment per capturar a Pelòpides i tancar-lo prop de Feres on va romandre fins al seu alliberament el 367 aC quan Tebes va enviar una força sota Epaminondes; durant el seu empresonament va desafiar contínuament a Alexandre i va incitar a la seva dona, Ferea, contra el seu marit i tirà.
El mateix 367 aC va anar com a ambaixador a Susa, a la cort persa, per contraposar-se a les ambaixades d'Esparta i Atenes. La seva fama havia arribat a Pèrsia i fou rebut pel rei amb marcada distinció, i va obtenir tot el que va demanar: Messènia seria independent, Atenes retiraria els seus vaixells cap al seu territori, i els tebans serien considerats amics hereditaris de Pèrsia i del rei; personalment Pelòpides va refusar tots els regals que el rei Artaxerxes li oferia.
El 364 aC les ciutats de Tessàlia i especialment de la Magnèsia i de la Ftiotis, van demanar altra vegada ajut a Tebes contra Alexandre de Feres; Pelòpides fou nomenat per dirigir l'expedició d'ajuda, però les seves forces es van dispersar per un eclipsi de sol (13 de juny); amb només 300 cavallers Pelòpides va entrar a Tessàlia i va arribar a Farsàlia on va reunir més forces amb les que va anar contra Alexandre. Aquest ocupava les altures de Cinoscèfals i Pelòpides es va dirigir allí i es va lliurar la batalla de Cinoscèfales. Els tebans van rebutjar a les forces del tirà de Feres, però Pelòpides va morir en el combat.
La seva mort fou molt lamentada a Tebes i Tessàlia, i als dos llocs va rebre grans honors.